# City of Holroyd
City of Holroyd – jeden z 38 samorządów lokalnych wchodzących w skład aglomeracji Sydney, największego zespołu miejskiego Australii. Formalnie stanowi niezależne miasto, zlokalizowane na zachód od centrum Sydney. Zajmuje obszar 40 km² i liczy 89 766 mieszkańców (2006).
Władzę ustawodawczą stanowi rada miasta złożona z 12 członków, wybieranych w czterech trójmandatowych okręgach wyborczych, z zastosowaniem ordynacji proporcjonalnej. Radni wybierają spośród siebie burmistrza i jego zastępcę, którzy kierują władzą wykonawczą. 

## Galeria

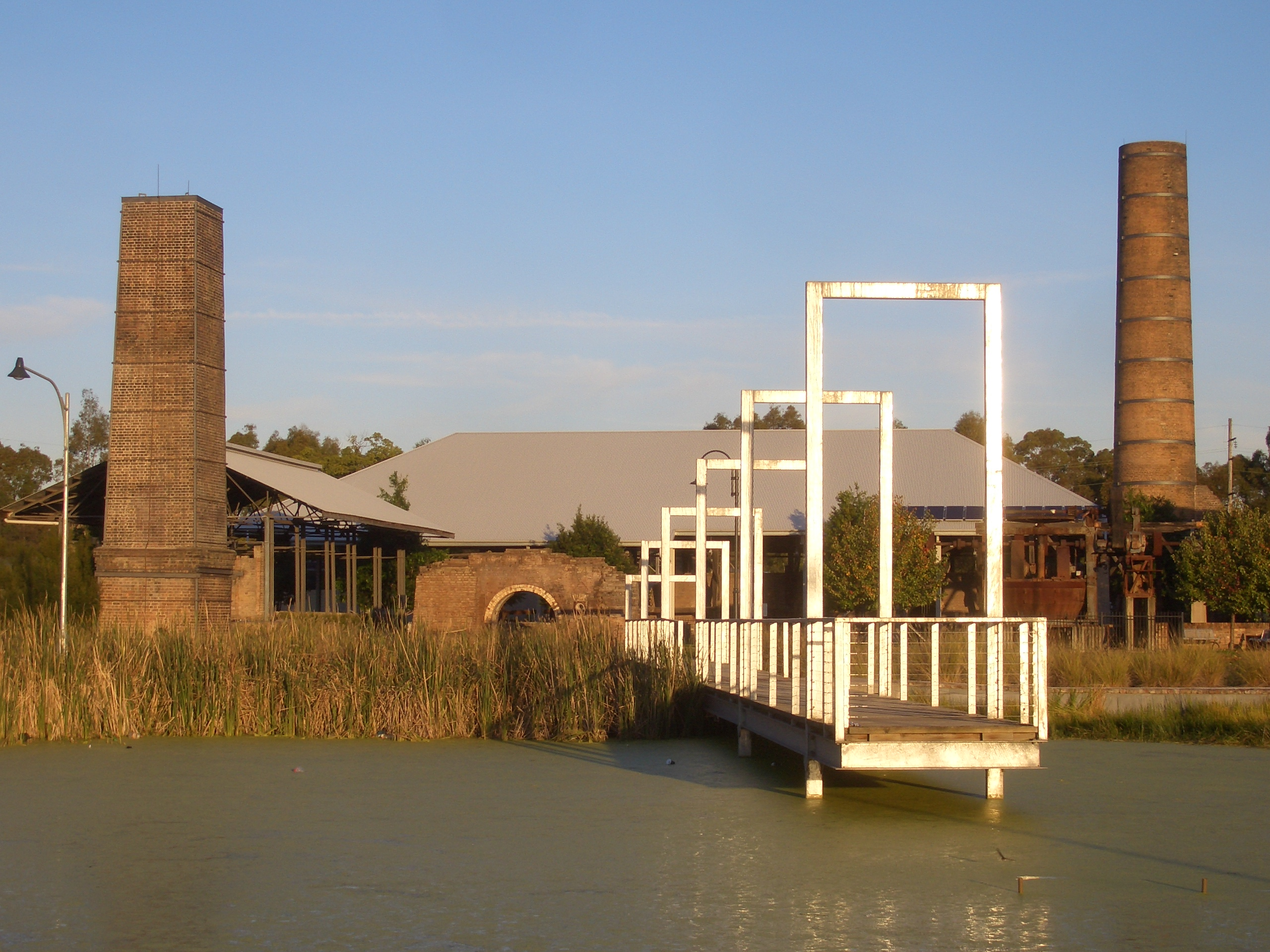
Stara cegielnia
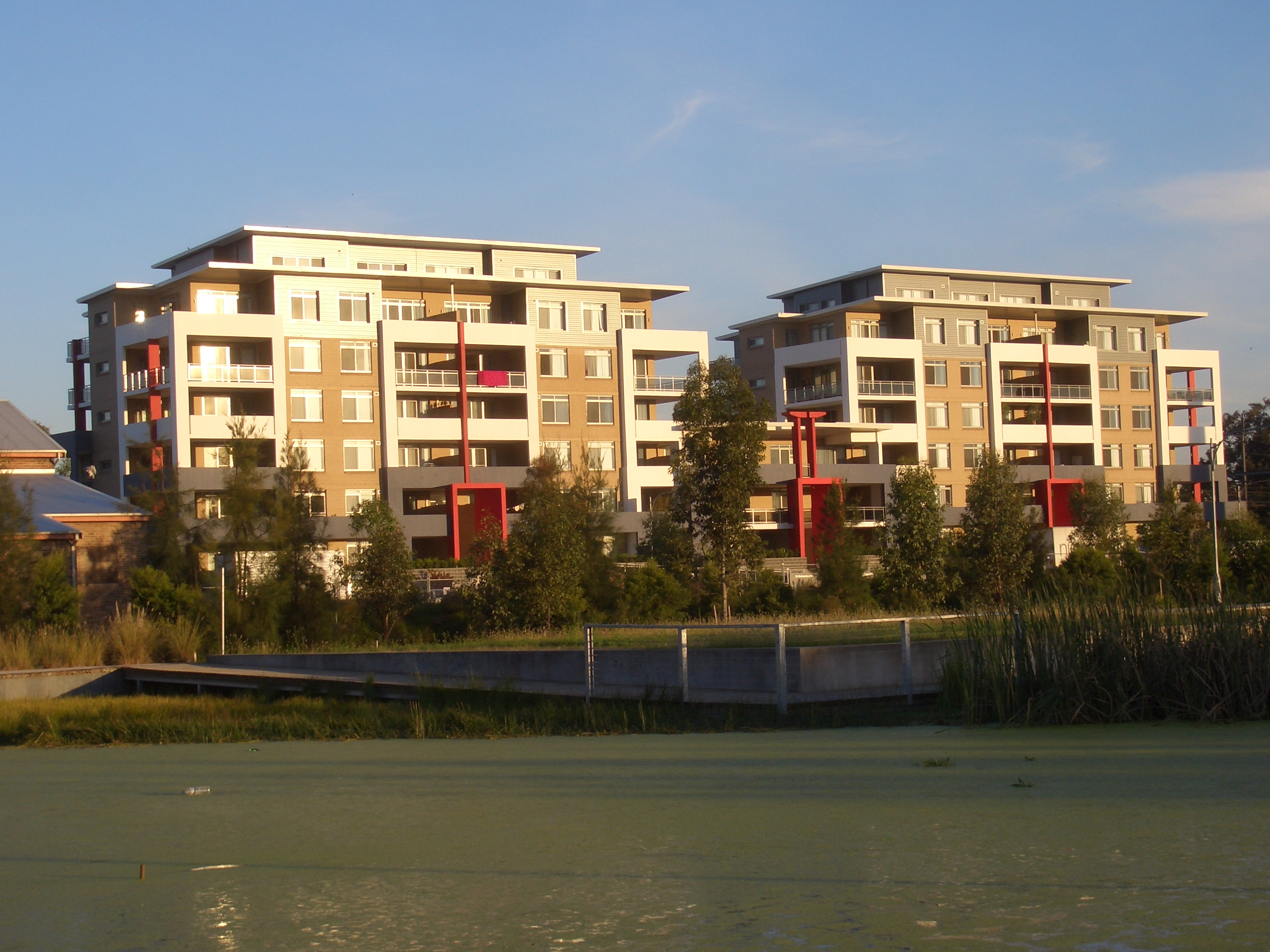
Osiedle mieszkaniowe
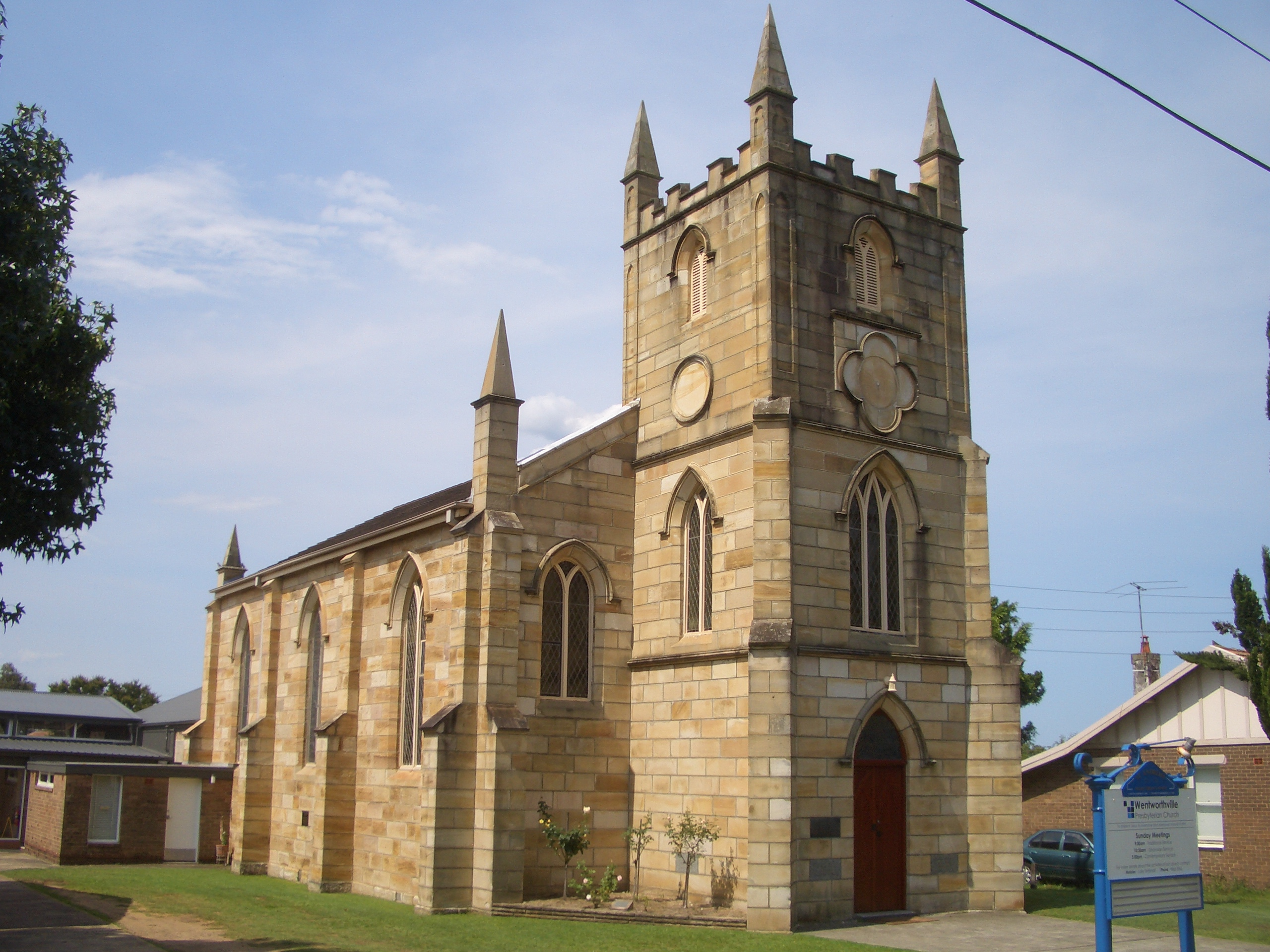
Kościół prezbiteriański